# ТЭФИ (премия, 1997)
ТЭ́ФИ — российская национальная телевизионная премия за высшие достижения в области телевизионных искусств. Учреждена фондом «Академия Российского Телевидения» 21 октября 1994 года. Премия должна была стать российским аналогом американской телевизионной премии «Эмми».
Для участия в конкурсе «ТЭФИ—1997» принимались работы, произведённые и впервые вышедшие в эфир на территории России за календарный год — в период с 1 января 1996 года по 1 января 1997 года.

## Церемония
Третья церемония награждения была проведена 25 мая 1997 года в Московском Художественном академическом театре имени М. Горького (МХАТ им. М.Горького). Её ведущими стали Барбара Брыльска и Константин Эрнст. Подготовка и трансляция в эфире телевизионной версии церемонии награждения была выполнена ЗАО «ОРТ».

## Победители и финалисты
Победители указаны первыми и выделены отдельным цветом 
N/A — сведения о финалистах отсутствуют в доступных источниках информации
| Номинации                                               | Победители и финалисты                                                                          | Производитель                                                          | Представляющая организация                   | Канал-вещатель             |
| ------------------------------------------------------- | ----------------------------------------------------------------------------------------------- | ---------------------------------------------------------------------- | -------------------------------------------- | -------------------------- |
| Информационная передача                                 | «Сегодня»                                                                                       | Телекомпания «НТВ»                                                     | Телекомпания «НТВ»                           | НТВ                        |
| Информационная передача                                 | «Вести»                                                                                         | ВГТРК                                                                  | ВГТРК                                        | РТР                        |
| Информационная передача                                 | «Время»                                                                                         | ОРТ                                                                    | ОРТ                                          | ОРТ                        |
| Публицистическая передача                               | «Загадки Сталина. Версии биографии» (Из авторского цикла Эдварда Радзинского «Загадки истории») | Продюсерский центр «Иван!»                                             | ОРТ                                          | ОРТ                        |
| Публицистическая передача                               | «Совершенно секретно»                                                                           | Телекомпания «Совершенно секретно — Телеком»                           | Телекомпания «Совершенно секретно — Телеком» | РТР                        |
| Публицистическая передача                               | «Я сама»                                                                                        | МНВК «ТВ-6 Москва»                                                     | МНВК «ТВ-6 Москва»                           | ТВ-6 Москва                |
| Просветительская передача                               | Цикл программ «Клуб путешественников»                                                           | Ассоциация научно-популярного и просветительского телевидения «АСС-ТВ» | ОРТ                                          | ОРТ                        |
| Просветительская передача                               | «Возвращение Третьяковки. История одного шедевра»                                               | Телекомпания «ВИП-ТВ»                                                  | Студия «СМАК»                                | ОРТ                        |
| Просветительская передача                               | N/A                                                                                             |                                                                        |                                              |                            |
| Развлекательная программа                               | «Что? Где? Когда?»                                                                              | Международная Ассоциация Клубов «Что? Где? Когда?»                     | ОРТ                                          | ОРТ                        |
| Развлекательная программа                               | «Старые песни о главном — 2»                                                                    | ОРТ                                                                    | ОРТ                                          | ОРТ                        |
| Развлекательная программа                               | «В Новый год с чистой совестью» (из цикла «Куклы»)                                              | Студия «Дикси»                                                         | Телекомпания «НТВ»                           | НТВ                        |
| Телевизионный фильм, спектакль                          | «Петербургские тайны»                                                                           | ВГТРК                                                                  | ВГТРК                                        | РТР                        |
| Телевизионный фильм, спектакль                          | N/A                                                                                             |                                                                        |                                              |                            |
| Телевизионный фильм, спектакль                          | N/A                                                                                             |                                                                        |                                              |                            |
| Программа для детей                                     | Цикл программ «Спокойной ночи, малыши!»                                                         | АОЗТ «Телекомпания „Класс!“»                                           | ОРТ                                          | ОРТ                        |
| Программа для детей                                     | «Зов джунглей»                                                                                  | АОЗТ «Телекомпания „Класс!“»                                           | ОРТ                                          | ОРТ                        |
| Программа для детей                                     | «Улица Сезам»                                                                                   | Агентство «ВидеоАрт», «Чилдренс Телевижн Уоркшоп»                      | Телекомпания «НТВ»                           | НТВ                        |
| Передача регионального телевидения                      | «Над могилой „Комсомольца“»                                                                     | ГТРК «Мурман», г. Мурманск                                             | ГТРК «Мурман», г. Мурманск                   | ГТРК «Мурман», г. Мурманск |
| Передача регионального телевидения                      | «Храм: Страницы вечности»                                                                       | Челябинская ГТРК, г. Челябинск                                         | Челябинская ГТРК, г. Челябинск               | 36 ТВК, г. Челябинск       |
| Передача регионального телевидения                      | «Пермь, Омск, далее — везде…»                                                                   | Пермская ГТКРК, г. Пермь                                               | Пермская ГТКРК, г. Пермь                     | 7 ТВК, г. Пермь            |
| Передача по искусству                                   | «Чтобы помнили»                                                                                 | Телекомпания «REN TV»                                                  | Телекомпания «REN TV»                        | ОРТ                        |
| Передача по искусству                                   | Цикл программ «Под знаком Пи»                                                                   | Ассоциация научно-популярного и просветительского телевидения «АСС-ТВ» | ОРТ                                          | ОРТ                        |
| Передача по искусству                                   | N/A                                                                                             |                                                                        |                                              |                            |
| Ведущий информационной программы                        | Татьяна Миткова — «Сегодня»                                                                     | Телекомпания «НТВ»                                                     | Телекомпания «НТВ»                           | НТВ                        |
| Ведущий информационной программы                        | Владислав Флярковский — «Вести»                                                                 | ВГТРК                                                                  | ВГТРК                                        | РТР                        |
| Ведущий информационной программы                        | Арина Шарапова — «Время»                                                                        | ОРТ                                                                    | ОРТ                                          | ОРТ                        |
| Репортёр                                                | Александр Хабаров — «Сегодня»                                                                   | Телекомпания «НТВ»                                                     | Телекомпания «НТВ»                           | НТВ                        |
| Репортёр                                                | Евгения Рассказова — «Времечко»                                                                 | Телекомпания «Авторское телевидение» (АТВ)                             | Телекомпания «Авторское телевидение» (АТВ)   | НТВ                        |
| Репортёр                                                | N/A                                                                                             |                                                                        |                                              |                            |
| Ведущий развлекательной программы                       | Валдис Пельш — «Угадай мелодию»                                                                 | Телекомпания «ВИD»                                                     | ОРТ                                          | ОРТ                        |
| Ведущий развлекательной программы                       | Андрей Макаревич — «Смак»                                                                       | Телекомпания «ВИП-ТВ»                                                  | Студия «СМАК»                                | ОРТ                        |
| Ведущий развлекательной программы                       | Михаил Ширвиндт — «Дог-шоу. Я и моя собака»                                                     | Телекомпания «Живые новости»                                           | Телекомпания «НТВ»                           | НТВ                        |
| «За телевизионное мастерство»                           | Андрей Торстенсен — «БДТ — вчера, сегодня, завтра», «Ностальгия по Андрею», «Письма другу»      | ВГТРК                                                                  | ВГТРК                                        | РТР                        |
| «За телевизионное мастерство»                           | Виктор Ющенко — Цикл программ «Под знаком Пи»                                                   | Ассоциация научно-популярного и просветительского телевидения «АСС-ТВ» | ОРТ                                          | ОРТ                        |
| «За телевизионное мастерство»                           | N/A                                                                                             |                                                                        |                                              |                            |
| «За личный вклад в развитие отечественного телевидения» | Озеров Николай Николаевич                                                                       |                                                                        |                                              |                            |
| Специальный приз Академии Российского телевидения       | Рязанов Эльдар Александрович                                                                    |                                                                        |                                              |                            |
| Специальный приз Академии Российского телевидения       | Никулин Михаил Викторович                                                                       |                                                                        |                                              |                            |
| Специальный приз Академии Российского телевидения       | Никулин Виктор Михайлович                                                                       |                                                                        |                                              |                            |